# Acinopterus viridis
Acinopterus viridis är en insektsart som beskrevs av Ball 1903. Acinopterus viridis ingår i släktet Acinopterus och familjen dvärgstritar. Utöver nominatformen finns också underarten A. v. variegatus.